# Ricardo de Avranches
Ricardo de Avranches, segundo conde de Chester (1094-25 de noviembre de 1120) fue el hijo de Hugo, primer Conde de Chester y Ermentruda de Clermont.

## Primeros años
Tenía siete años cuando su padre, conocido como Hugo el Gordo fue muerto. Probablemente heredó sus títulos y bienes en el año 1107. Se casó con Lucia-Mahaut, hija de Esteban II de Blois.

## Carrera militar
A la edad de 20 años, en 1114, Ricardo se encontraba en una campaña militar cuando fue nombrado conde de Chester. Junto con el Rey Alejandro I de Escocia, lideró un ejército anglo-normando hacia Gwynedd, como parte de una campaña en tres frentes organizada por el Rey Enrique I de Inglaterra contra el reino de Gwynedd, y su líder Gruffydd ap Cynan. Gruffydd, en lugar de arriesgarse en batalla, satisifizo al Rey con un juramento de homenaje y con una multa adecuada. La campaña pronto terminó y Ricardo volvió a Chester.

## Barco Blanco
La línea sucesoria de los de Avranches como condes de Chester se extinguió cuando Ricardo, junto con su hermano ilegítimo Ottuel, se embarcaron con Guillermo Adelin, hijo de Enrique I y heredero del trono de Inglaterra, en el Barco Blanco. Este barco se hundió frente a la localidad de Barfleur, pereciendo todos sus pasajeros excepto uno, en el año 1120. Ricardo murió a la edad de 26 años, junto a su esposa Lucia-Mahaut, sin dejar descendencia.El título de conde de Chester pasó a un primo de Ricardo, llamado Ranulf le Meschin en 1121.